# Cameron Wake
Derek Cameron Wake (nacido el 30 de enero de 1982) es un jugador profesional de fútbol americano estadounidense que juega en la posición de defensive end y actualmente es agente libre de la National Football League (NFL).

## Biografía
Wake asistió a DeMatha Catholic High School en Hyattsville, Maryland. Durante su año sénior en 1999, Wake fue nombrado Jugador Defensivo del Año por Washington Post.

## Carrera

### New York Giants
Wake no fue seleccionado en el draft de 2005, pero los New York Giants le firmaron en abril. Sin embargo, Wake fue despedido en junio.

### BC Lions
Wake firmó como agente libre con los BC Lions de la Canadian Football League (CFL) en mayo de 2007. Allí cambió su posición original de linebacker por la de defensive end, teniendo un impacto notable en el equipo. 
En su primer partido, Wake fue nombrado Jugador de la Semana por sus 7 placajes y 3 sacks. Acabó la temporada de 2007 liderando la liga con 16 sacks y siendo el único jugador en bloquear un gol de campo en toda la temporada. También, gracias a sus 72 tackles, se convirtió en el primer jugador en la historia de la CFL en ser nombrado Rookie del Año y Jugador Defensivo del Año en la misma temporada.
En 2008 acabó la temporada nuevamente liderando la liga en sacks (23), y siendo nuevamente nombrado Jugador Defensivo del Año.

### Miami Dolphins
Al finalizar la temporada 2008 de la CFL, Wake tuvo ofertas de varios equipos de la NFL: Miami Dolphins, St. Louis Rams, New Orleans Saints, Buffalo Bills y Minnesota Vikings. Empezó a entrenar con los Dolphins el 15 de enero de 2009.
Tras recibir el interés de 17 equipos de la NFL y entrenar para ocho, Wake firmó con los Dolphins el 18 de enero. El acuerdo era de cuatro años que incluía un bono de firma de $1 millón y podría ascender hasta los $4,9 millones.

### Tennessee Titans
El 13 de marzo de 2019, Wake firmó un contrato por tres años y $23 millones con los Tennessee Titans.
En el primer juego de la temporada ante los Cleveland Browns, Wake capturó más de dos veces a Baker Mayfield, con lo que superó la marca de 100 capturas en la liga. Una de esas capturas fue un safety, ayudando a los Titans a ganar el encuentro por 43-13.
El 12 de marzo de 2020, Wake fue liberado por los Titans.

## Estadísticas generales
|  | Seleccionado al Pro Bowl |

| Año   | Equipo | Juegos | Juegos | Tacleadas | Tacleadas | Tacleadas | Tacleadas | Tacleadas | Intercepciones | Intercepciones | Intercepciones | Intercepciones | Intercepciones | Intercepciones | Balones sueltos | Balones sueltos | Balones sueltos | Balones sueltos |
| Año   | Equipo | G      | GS     | Comb      | Total     | Ast       | Sack      | SFTY      | PDef           | Int            | Yds            | Avg            | Lng            | TDs            | FF              | FR              | Yds             | TD              |
| ----- | ------ | ------ | ------ | --------- | --------- | --------- | --------- | --------- | -------------- | -------------- | -------------- | -------------- | -------------- | -------------- | --------------- | --------------- | --------------- | --------------- |
| 2009  | MIA    | 14     | 1      | 23        | 19        | 4         | 5.5       | --        | 1              | --             | --             | --             | --             | --             | 1               | 0               | --              | --              |
| 2010  | MIA    | 16     | 16     | 57        | 48        | 9         | 14.0      | --        | 4              | --             | --             | --             | --             | --             | 3               | 0               | --              | --              |
| 2011  | MIA    | 16     | 14     | 42        | 17        | 5         | 8.5       | --        | 3              | --             | --             | --             | --             | --             | 0               | 0               | --              | --              |
| 2012  | MIA    | 16     | 16     | 53        | 38        | 15        | 15.0      | --        | 1              | --             | --             | --             | --             | --             | 3               | 0               | --              | --              |
| 2013  | MIA    | 15     | 15     | 37        | 29        | 8         | 8.5       | 1         | 0              | --             | --             | --             | --             | --             | 2               | 1               | 0               | 0               |
| 2014  | MIA    | 16     | 16     | 38        | 32        | 6         | 11.5      | --        | 3              | --             | --             | --             | --             | --             | 3               | 1               | 0               | 0               |
| 2015  | MIA    | 7      | 7      | 9         | 7         | 2         | 7.0       | --        | 1              | --             | --             | --             | --             | --             | 4               | 0               | --              | --              |
| 2016  | MIA    | 16     | 11     | 29        | 22        | 7         | 11.5      | --        | 2              | 1              | 12             | 12.0           | 12             | 0              | 5               | 0               | --              | --              |
| 2017  | MIA    | 16     | 16     | 36        | 26        | 10        | 10.5      | --        | 0              | --             | --             | --             | --             | --             | 0               | 0               | --              | --              |
| 2018  | MIA    | 14     | 14     | 36        | 21        | 15        | 6.0       | --        | 1              | --             | --             | --             | --             | --             | 1               | 0               | --              | --              |
| 2019  | TEN    | 9      | 0      | 4         | 3         | 1         | 2.5       | 1         | 1              | --             | --             | --             | --             | --             | 0               | 0               | --              | --              |
| Total | Total  | 155    | 126    | 364       | 282       | 82        | 100.5     | 2         | 16             | 1              | 12             | 12.0           | 12             | 0              | 22              | 2               | 0               | 0               |

Fuente: Pro-Football-Reference.com